# Sukhoi Su-75
Il Sukhoi Su-75 “Checkmate” (in russo Сухой Су-75 e Лёгкий тактический самолёт, velivolo tattico leggero) è un caccia multiruolo leggero stealth di quinta generazione in fase di sviluppo da parte della russa Sukhoi. È il primo aereo da combattimento monomotore costruito in Russia e il primo dell’ex Unione Sovietica a partire dal Mikoyan-Gurevich Mig-23. La sua velocità massima sarà circa Mach 2 (2.450 km/h).

## Storia del progetto
Il primo prototipo di Sukhoi Su-75 è stato avvistato per la prima volta il 15 luglio 2021 presso l’Aeroporto Internazionale di Zhukovsky coperto da teli ed è stato presentato al pubblico al MAKS il 20 luglio 2021. Il Su-75 è concepito per essere economico e per competere con i nuovi caccia occidentali come l’F-35 ed è prevalentemente pensato per l’esportazione.
Rostec prevede di produrre 300 aerei in 15 anni e di venderli al costo unitario di 25-30 milioni di dollari.

## Tecnica
Essendo in fase di sviluppo, non sono ancora note le dimensioni e le performance del velivolo.
Il Su-75 ha una impennaggio a V con "ruddervators" che svolgono la funzione del timone e degli equilibratori. La fusoliera comprende una stiva interna per gli armamenti. Il Checkmate sarà dotato di un turbofan Izdeliye-30 di produzione NPO Saturn e che sono gli stessi motori che equipaggeranno il Sukhoi Su-57 una volta pronti; ciascun motore produrrà una spinta stimata di 108 kN a secco e 170 kN con postbruciatore e sarà dotato di un ugello a spinta direzionale.
Secondo il giornalista della NBC Matt Bodner, primo giornalista occidentale a vedere l’aereo, il cockpit è identico a quello del Su-57, un glass cockpit con 2 schermi LCD e un head-up display.
Un funzionario di Rostec ha dichiarato che il Su-75 sarà in grado di trasportare oltre 7 000 kg di carico bellico.

## Versioni
Oltre alla versione monoposto, è prevista una versione a pilotaggio remoto e una biposto.

## Utilizzatori
In un video di presentazione prodotto da Rostec viene suggerito che tra i potenziali clienti del Su-75 ci sono la Al-Quwwāt al-Jawiyya al-Imārātiyya, la Bhāratīya Vāyu Senā, la Không Quân Nhân Dân Việt Nam e la Fuerza Aérea Argentina.